# Stenotrophomonas maltophilia
Stenotrophomonas maltophilia je aerobní, nefermentativní, gramnegativní bakterie. Je to nepříliš častý bakteriální patogen lidí způsobující obtížně léčitelné infekce. Původně byl pojmenován Bacterium bookeri, následně přejmenován na Pseudomonas maltophilia. S. maltophilia byl také zahrnut do rodu Xanthomonas, než se v roce 1993 stal typovým druhem rodu Stenotrophomonas.
S. maltophilia je o něco menší (0,7–1,8  × 0,4–0,7 μm) než ostatní zástupci rodu. Jde o pohyblivé bakterie vybavené polárním bičíkem umožňujícím pohyb. Dobře rostou na MacConkey agaru, a to ve formě pigmentovaných kolonií. S. maltophilia je kataláza pozitivní, oxidáza negativní (což ji odlišuje od většiny ostatních členů rodu) a má pozitivní reakci na extracelulární DNázu.  
S. maltophilia je všudypřítomná ve vlhkém prostředí, v půdě a rostlinách; používá se také v biotechnologických aplikacích. U imunokompromitovaných pacientů může způsobovat nozokomiální infekce.

## Patogeneze
S. maltophilia často kolonizuje vlhké povrchy, jako jsou trubice používané při mechanické ventilaci a zaváděné močové katetry, sací katetry či endoskopy. Infekce je obvykle usnadněna přítomností protetického materiálu (plastu nebo kovu) a nejúčinnější léčbou je tak odstranění protetického materiálu (obvykle centrální žilní katetr nebo obdobný lékařský materiál). S. maltophilia silně ulpívá a vytváří biofilm na plastových površích, i když se tyto schopnosti mezi kmeny mohou velmi lišit. Hydrofobicita souvisí s úspěšnou adhezí a tvorbou biofilmu na polystyrénových površích. S. maltophilia se často vyskytuje společně s Pseudomonas aeruginosa a vytváří vícedruhové biofilmy. S. maltophilia podstatně ovlivňuje architekturu sítě P. aeruginosa, což způsobuje vývoj prodloužených vláken. Tyto změny vznikají v důsledku difúzního signalizačního faktoru kódovaného S. maltophilia.
Růst S. maltophilia v mikrobiologických kulturách z respiračních nebo močových vzorků je obtížné interpretovat kvůli nízké patogenitě a jejich nález proto nemusí přímo prokazovat probíhající infekci. Pokud se však vzorky odebírají z míst, která by byla normálně sterilní (např. krev), pak obvykle představuje skutečnou infekci.
U imunokompetentních jedinců je S. maltophilia relativně neobvyklou příčinou pneumonie, infekce močových cest nebo infekce krevního řečiště; u imunokompromitovaných pacientů je však S. maltophilia rostoucím zdrojem latentních plicních infekcí. Zjištěný výskyt kolonizace S. maltofilia u jedinců s cystickou fibrózou stoupá.
Zánětlivá reakce proti bakteriím nebo bakteriálním produktům jsou hlavními patogenními mechanismy infekce S. maltophilia. S. maltophilia uvolňuje vezikuly vnější membrány (OMV), které způsobují zánětlivou odpověď. Bylo prokázáno, že OMV ze S. maltophilia ATCC 13637 jsou cytotoxické pro lidské epiteliální buňky plic. Tam OMV stimulují uvolnění prozánětlivých cytokinů a chemokinových genů, včetně interleukinu IL-1β, IL-6, IL-8, tumor nekrotizujícího faktoru a monocytového chemoatraktantního proteinu-1.

## Léčba
S. maltophilia je přirozeně rezistentní k mnoha širokospektrálním antibiotikům (včetně všech karbapenemů ) v důsledku produkce dvou indukovatelných chromozomálních metalo-β-laktamáz (označených L1 a L2). To velmi ztěžuje léčbu infikovaných pacientů. S. maltophilia je všudypřítomná v životním prostředí a nelze ji odstranit, což ztěžuje prevenci.
Testování citlivosti vyžaduje nestandardní kultivační techniky (inkubace při 30 °C). Výsledkem testování při nesprávné teplotě je, že izoláty jsou nesprávně označeny jako citlivé, pokud jsou ve skutečnosti rezistentní. Neměla by se používat disková difúzní metoda, protože je nespolehlivá, a místo toho by se měla použít metoda ředění agaru.
S. maltophilia není virulentní organismus a odstranění infikovaného materiálu často stačí k vyléčení infekce; antibiotika jsou vyžadována pouze v případě, že lékařský materiál nelze odstranit. Mnoho kmenů S. maltophilia je citlivých na kotrimoxazol a tikarcilin, ačkoli rezistence roste.  Obvykle je citlivá na piperacilin a ceftazidim. Tigecyklin je také účinným lékem. Polymyxin B může být účinnou léčbou, přinejmenším in vitro, i když ne bez častých nežádoucích účinků.

## Epidemiologie
Stenotrofomonádové infekce jsou spojeny s vysokou morbiditou a mortalitou u těžce imunokompromitovaných a oslabených jedinců. Mezi rizikové faktory spojené s infekcí Stenotrophomonas patří infekce HIV, nádorová onemocnění, cystická fibróza, neutropenie, mechanická ventilace, centrální žilní katetry, nedávný chirurgický zákrok, trauma, dlouhodobá hospitalizace, pobyt na jednotkách intenzivní péče a užití širokospektrálních antibiotik.
Stenotrophomonas maltophilia je ojediněle prokazována i u některých živočichů, např. papoušků vlnkovaných (Melopsittacus undulatus), u kterých způsobuje masivní kožní infekce manifestující se hnisavými abscesy.  Zoonotický potenciál byl v takovém případě prokázán, ale není zřejmé, zda se lidský pacient nakazil od papouška, či papoušek od člověka. U papouška vlnkovaného byla také nalezena jako součást střevní mikroflóry. Popsané jsou infekce vývodných cest močových u psů.

## Historie
Stenotrophomonas maltophilia měla v minulosti několik různých jmen. Poprvé byla nalezena v pleurálním výpotku v roce 1943 a dostala jméno Bacterium bookeri . V roce 1961 pak byla přejmenován na Pseudomonas maltophilia. Následně byla v roce 1983 zahrnuta do rodu Xanthomonas, a naposledy přeřazena k rodu Stenotrophomonas v roce 1993.